# 伊藤英一郎
伊藤 英一郎（いとう えいいちろう、1974年8月16日 - ）は、日本のフリーアナウンサー・実業家。元テレビ北海道アナウンサー。競馬アナウンサー。関西アナウンススクール校長。

## 来歴・人物
神奈川県伊勢原市出身。駒場東邦高等学校、慶應義塾大学理工学部卒業。1998年、テレビ北海道（TVh）にアナウンサーとして入社、『TVhサマー競馬』など、スポーツ・報道番組に携わる。2004年にTVhを退社してフリーアナウンサーをしつつ、早稲田セミナーの札幌校で2006年までアナウンサー志望者向け講習の時間講師を務める。同校が受講生減などによって講座を休止後、マンツーマン形式でのアナウンススクールを開講。2008年からはマスコミ志願学生向け講習を再開、2012年から地元の芸能事務所と業務提携し、「札幌ベンチャーボイス」というアナウンサー育成を中心としたスクールを開始した。好物は醤油ラーメン。大学時代は慶應義塾大学落語研究会に所属していた。好きな野球チームは横浜DeNAベイスターズと北海道日本ハムファイターズ。

## 現在の出演番組
- STVファイターズLIVE（STVラジオ）ベンチリポート
- TVhサマー競馬→TVhサマー競馬NEXTキャスター・実況（TVhアナウンサー時代から継続　現在はアシスタントに専念）
- グリーンチャンネル地方競馬最前線キャスター

## 過去の出演番組
- 道新ニュース
- 赤レンガ情報ファイル
- けいざいナビ
- イトテツ[1]